# Fischbeck (Wust-Fischbeck)
Fischbeck è una frazione del comune tedesco di Wust-Fischbeck, nel land della Sassonia-Anhalt.
Già comune autonomo, a partire dal 1º gennaio 2010 si è unito all'ex-comune di Wust per costituire il nuovo comune di Wust-Fischbeck.